# ويليام كليفورد (لاعب كريكت)
ويليام كليفورد (بالإنجليزية: William Clifford)‏ (14 ديسمبر 1811 - 5 سبتمبر 1841) هو لاعب كريكت بريطاني (وحمل سابقاً جنسية المملكة المتحدة لبريطانيا العظمى وأيرلندا).

## وصلات خارجية
- ويليام كليفورد على موقع إي آس بي آن كريك إنفو (الإنجليزية)